# Иржичек, Давид
Давид Иржичек (чеш. David Jiříček; 28 ноября 2003; Клатови) — чешский хоккеист, защитник клуба НХЛ «Миннесота Уайлд» и сборной Чехии по хоккею.

## Карьера

### Клубная
В 2020 году дебютировал в чешской экстралиге за клуб «Шкода Пльзень»; по итогам сезона 2020-21 он был назван лучшим новичком сезона.
На драфте НХЛ 2022 года выбран в 1-м раунде под общим 6-м номером клубом «Коламбус Блю Джекетс». Дебютировал в НХЛ 28 октября 2022 года в матче с «Бостон Брюинз», который «Брюинз» выиграли со счётом 4:0. Отыграв ещё один матч, он вернулся в фарм-клуб «Блю Джекетс» «Кливленд Монстерз», где продолжил свою карьеру. По итогам сезона, Иржичек забросил 6 шайб и отдал 32 передачи и с 38 очками стал одним из лучших защитников в лиге среди новичков.
11 октября 2023 года в матче с «Нью-Йорк Рейнджерс» забросил первую шайбу в НХЛ; «Блю Джекетс» выиграли матч со счётом 5:3.
1 декабря 2024 года был обменян в клуб «Миннесота Уайлд» вместе с выбором в пятом раунде драфта 2025 года на защитника Деймона Ханта, выбор в первом раунде драфта 2025 года, выборы в третьем и четвертом раундах драфта 2026 года и выбор во втором раунде драфта 2027 года.

### Международная
В декабре 2020 года вошёл в состав молодёжной сборной для участия на МЧМ-21; на групповом турнире он забросил одну шайбу в ворота Австрии; чехи крупно выиграли 7:0. Чехи заняли в группе 4-е место и проиграли в 1/4 финале канадцам со счётом 3:0. Весной 2021 года играл на ЮЧМ-21 за юниорскую сборную; на турнире он не набрал очков, а в 1/4 финале чехи были разгромлены канадцами со счётом 10:3.
В мае 2022 года вошёл в состав основной сборной для участия на ЧМ-2022. Свою первую шайбу за сборную забросил в ворота британской сборной; матч закончился победой чехов 5:1. На турнире чехи впервые с 2012 года завоевали медали, обыграв в матче за бронзу сборную США (8:4).
Играл за молодёжную сборную на МЧМ-22 и МЧМ-23, завоевав в составе сборной в 2023 году серебряные медали; Иржичек был признан лучшим защитником и вошёл в символическую сборную звёзд по итогам турнира.

## Статистика

### Клубная
| Сезон                      | Команда                    | Лига                       | И  | Г | П  | О  | Штр | И | Г | П | О | Штр |
| 2019–20                    | Шкода Пльзень              | ELH                        | 4  | 0 | 0  | 0  | 2   | — | — | — | — | —   |
| 2019–20                    | ХК Клатовы                 | Czech 2.liga               | —  | — | —  | —  | —   | 1 | 0 | 0 | 0 | 0   |
| 2020–21                    | Шкода Пльзень              | ELH                        | 34 | 3 | 6  | 9  | 34  | 2 | 0 | 1 | 1 | 4   |
| 2021–22                    | Шкода Пльзень              | ELH                        | 29 | 5 | 6  | 11 | 49  | — | — | — | — | —   |
| 2022–23                    | Кливленд Монстерз          | AHL                        | 55 | 6 | 32 | 38 | 36  | — | — | — | — | —   |
| 2022–23                    | Коламбус Блю Джекетс       | НХЛ                        | 4  | 0 | 0  | 0  | 2   | — | — | — | — | —   |
| 2023–24                    | Коламбус Блю Джекетс       | НХЛ                        | 43 | 1 | 9  | 10 | 22  | — | — | — | — | —   |
| Всего в НХЛ                | Всего в НХЛ                | Всего в НХЛ                | 47 | 1 | 9  | 10 | 22  | — | — | — | — | —   |
| Всего в Чешской экстралиге | Всего в Чешской экстралиге | Всего в Чешской экстралиге | 67 | 8 | 12 | 20 | 85  | 2 | 0 | 1 | 1 | 4   |

### Международная
| Год                                     | Сборная                                 | Турнир                                  | Место                                   |    | И | Г | П  | О  | Штр |
| 2021                                    | Чехия (мол.)                            | МЧМ                                     | 7                                       | 5  | 1 | 1 | 2  | 2  |     |
| 2021                                    | Чехия (юн.)                             | ЮЧМ                                     | 7                                       | 4  | 0 | 0 | 0  | 8  |     |
| 2022                                    | Чехия                                   | ЧМ                                      | 3                                       | 5  | 1 | 1 | 2  | 0  |     |
| 2022                                    | Чехия (мол.)                            | МЧМ                                     | 4                                       | 7  | 0 | 3 | 3  | 2  |     |
| 2022                                    | Чехия (мол.)                            | МЧМ                                     | 2                                       | 7  | 3 | 4 | 7  | 2  |     |
| Всего на юниорском и молодёжном уровнях | Всего на юниорском и молодёжном уровнях | Всего на юниорском и молодёжном уровнях | Всего на юниорском и молодёжном уровнях | 23 | 4 | 8 | 12 | 14 |     |
| Всего на взрослом уровне                | Всего на взрослом уровне                | Всего на взрослом уровне                | Всего на взрослом уровне                | 5  | 1 | 1 | 2  | 0  |     |